# Mauritániai labdarúgó-bajnokság (első osztály)
A Mauritanian Premier League, hivatalos nevén Super Division 1, a mauritániai labdarúgó-bajnokságok legfelsőbb osztályának elnevezése. 1976-ban alapították és 14 csapat részvételével zajlik. A bajnok a bajnokok Ligájában indulhat.

## A 2023-24-es bajnokság résztvevői
- AS Douanes (Nouakchott)
- FC Nouadhibou (Nouadhibou)
- ASC Tevragh-Zeïna (Nouakchott)
- ASC Gendrim (Nouakchott)
- Nouakchott King's (Nouakchott)
- FC Chemal (Nouakchott)
- ASC SNIM (Nouadhibou)
- Moderne Kaédi (Kaédi)
- ACS Ksar (Nouakchott)
- Garde Nationale (Nouakchott)
- Inter Nouakchott (Nouakchott)
- Concorde (Nouakchott)
- Pompiers (Nouakchott)
- AS Entou de Kiffa (Kiffa)

## Az eddigi bajnokok
| - 1976 : ASC Garde Nationale (Nouakchott) - 1977 : ASC Garde Nationale (Nouakchott) - 1978 : ASC Garde Nationale (Nouakchott) - 1979 : ASC Garde Nationale (Nouakchott) - 1980 : nem rendezték meg - 1981 : ASC Police (Nouakchott) - 1982 : ASC Police (Nouakchott) - 1983 : ACS Ksar (Nouakchott) - 1984 : ASC Garde Nationale (Nouakchott) - 1985 : ACS Ksar (Nouakchott) - 1986 : ASC Police (Nouakchott) - 1987 : ASC Police (Nouakchott) - 1988 : ASC Police (Nouakchott) - 1989 : nem rendezték meg - 1990 : ASC Police (Nouakchott) - 1991 : ASC Police (Nouakchott) - 1992 : ACS Ksar (Nouakchott) - 1993 : ACS Ksar (Nouakchott) - 1994 : ASC Garde Nationale (Nouakchott) - 1995 : ASC Sonelec (Nouakchott) - 1996 : nem rendezték meg - 1997 : nem rendezték meg - 1998 : ASC Garde Nationale (Nouakchott) - 1999 : SDPA (Rosso) | - 2000 : ASC Mauritel Mobile FC (Nouakchott) - 2001 : FC Nouadhibou (Nouadhibou) - 2002 : FC Nouadhibou (Nouadhibou) - 2003 : ASC Nasr de Sebkha (Nouakchott) - 2004 : ACS Ksar (Nouakchott) - 2005 : ASC Nasr de Sebkha (Nouakchott) - 2006 : ASC Mauritel Mobile FC (Nouakchott) - 2007 : ASC Nasr de Sebkha (Nouakchott) - 2008 : ASAC Concorde (Nouakchott) - 2009 : Cansado (Nouadhibou) - 2010 : Cansado (Nouadhibou) - 2011 : FC Nouadhibou (Nouadhibou) - 2012 : ASC Tevragh-Zeïna (Nouakchott) - 2013 : FC Nouadhibou (Nouadhibou) - 2014 : FC Nouadhibou (Nouadhibou) - 2015 : Tevragh-Zeïne (Nouakchott) - 2016 : FC Tevragh-Zeina (Nouakchott) - 2017 : ASAC Concorde (Nouakchott) - 2018 : FC Nouadhibou (Nouadhibou) - 2019 : FC Nouadhibou (Nouadhibou) - 2020 : FC Nouadhibou (Nouadhibou) - 2021 : FC Nouadhibou (Nouadhibou) - 2022 : FC Nouadhibou (Nouadhibou) - 2023 : FC Nouadhibou (Nouadhibou) |

## Bajnoki címek eloszlása
| Klub                                 | Város      | Bajnoki címek | Utolsó |
| ------------------------------------ | ---------- | ------------- | ------ |
| Nouadhibou                           | Nouadhibou | 11            | 2023   |
| Garde Nationale                      | Nouakchott | 7             | 1998   |
| ASC Police                           | Nouakchott | 7             | 1991   |
| ACS Ksar (korábban ASC Sonader Ksar) | Nouakchott | 5             | 2004   |
| ASC Nasr de Sebkha                   | Nouakchott | 3             | 2007   |
| ASC Tevragh-Zeïna                    | Nouakchott | 3             | 2016   |
| Concorde                             | Nouakchott | 2             | 2017   |
| ASC SNIM (korábban CF Cansado)       | Nouadhibou | 2             | 2010   |
| Mauritel Mobile                      | Nouakchott | 2             | 2006   |
| SDPA Trarza                          | Rosso      | 1             | 1999   |
| Sonelec                              | Nouakchott | 1             | 1995   |